# Edigar Junio
Edigar Junio Teixeira Lima (Gama, Distrito Federal, 6 de mayo de 1991), más conocido como Edigar Junio es un futbolista brasileño que juega como delantero en el V-Varen Nagasaki de la J2 League de Japón.

## Trayectoria
Hizo su debut en por el Atlético Paranaense y en la Série A brasileña el 30 de junio de 2011, ingresando en la segunda mitad del encuentro por Paulo Baier, anotando el único tanto de su equipo en la derrota 1-3 frente al Fluminense.

## Clubes
| Club                         | País   | Año       |
| ---------------------------- | ------ | --------- |
| Atlético Paranaense          | Brasil | 2011-2015 |
| Joinville E. C. (cedido)     | Brasil | 2013-2014 |
| Joinville E. C. (cedido)     | Brasil | 2015      |
| E. C. Bahia                  | Brasil | 2016-2020 |
| Yokohama F. Marinos (cedido) | Japón  | 2019-2020 |
| V-Varen Nagasaki (cedido)    | Japón  | 2020      |
| V-Varen Nagasaki             | Japón  | 2021-     |

## Palmarés

### Títulos nacionales
| Título    | Club                | País  | Año  |
| --------- | ------------------- | ----- | ---- |
| J1 League | Yokohama F. Marinos | Japón | 2019 |